# Henryk Niedźwiedzki

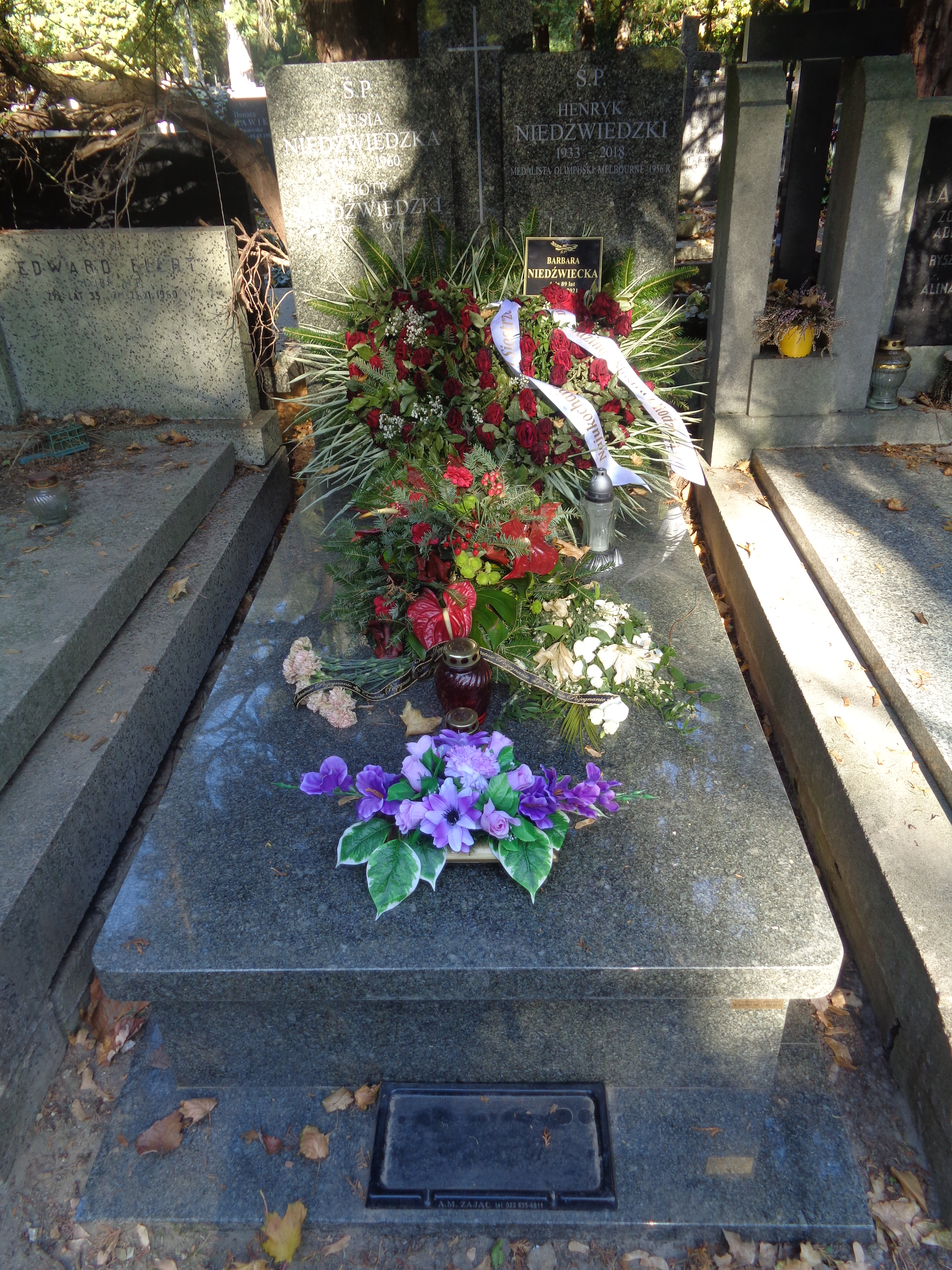
Grób Henryka Niedźwiedzkiego na cmentarzu Wojskowym na Powązkach

Henryk Władysław Niedźwiedzki (ur. 6 kwietnia 1933 w Niedźwiadach, zm. 9 lutego 2018 w Warszawie) – polski bokser, medalista olimpijski.

## Życiorys
Uczestnik dwóch Igrzysk Olimpijskich: w Helsinkach 1952 odpadł w drugiej walce przegrywając z późniejszym mistrzem olimpijskim Penttim Hämäläinenem (waga kogucia). Podczas igrzysk w Melbourne 1956 zdobył brązowy medal w wadze piórkowej (również przegrał z mistrzem olimpijskim Władimirem Safronowem).
Startował w Mistrzostwach Europy w Berlinie Zach. 1955 w wadze lekkiej, bez powodzenia.
Mistrz Polski z 1956 w wadze lekkopółśredniej. Dwukrotny wicemistrz: 1953 (waga piórkowa) i 1955 (waga lekkopółśrednia). Zawodnik Związkowca Bydgoszcz, Brdy Bydgoszcz i Legii Warszawa, walczył w latach 1949–1959.
Wystąpił 16 razy w reprezentacji Polski, wygrywając 15 pojedynków i 1 raz przegrywając.
W swojej karierze stoczył 220 walk, 199 wygrał, 4 zremisował i 17 przegrał.
Po zakończeniu kariery od 1960 trener Legii Warszawa.
W 2004 otrzymał Nagrodę im. Aleksandra Rekszy.
Zmarł 9 lutego 2018 roku.